# Gay Times
Gay Times (с 2007 года на обложке печатается как GT) — один из самых популярных журналов для геев и бисексуалов Великобритании. Выпускается ежемесячно с 1975 года (сначала как рубрика в журнале «HIM»).

## Публикации и содержание
Владельцем издания The Gay Times (GT) является Millivres Prowler Group Ltd, компания также выпускает журнал «Diva», основной аудиторией которого являются лесбиянки.
Первый выпуск Gay Times был напечатан в 1984 году, после отделения от журнала «HIM» в новый проект.
Содержание журнала связано практически со всеми сферами жизни геев и бисексуалов Великобритании: текущие события жизни знаменитостей, интервью с ними; новости искусства, музыки, кино, литературы, моды, авторские колонки и многое другое, в той или иной степени связанное с гей-тематикой.